# Лангсет, Лиза
Лиза Лангсет (швед. Lisa Langseth, род. 20 апреля 1975, Стокгольм, Швеция) — шведский автор сценария и режиссёр. Среди наиболее известных её фильмов — «К чему-то прекрасному» (2010) и «Эйфория» (2017).

## Биография
Лангсет начала свою карьеру в качестве сценариста и театрального режиссёра. В 2004 году она режиссировала постановку собственной пьесы «Влюблённые» с Нуми Рапас в главной роли. В 2006 году она стала режиссёром короткометражного фильма на шведском языке «Godkänd».
В 2009 году она выступила в роли режиссёра своего первого полнометражного фильма «К чему-то прекрасному», киноадаптации одной из её пьес с Алисией Викандер в роли Катарины. За эту работу в 2010 году Лангсет получила премию «Guldbagge Award for Best Screenplay» (за лучший сценарий), а также номинацию за лучшую режиссуру.
Комедийная драма 2013 года «Отель» была представлена на Кинофестивале в Торонто в 2013 году в программе «Contemporary World Cinema» (современный мировой кинематограф). В этом фильме также снялась Алисия Викандер. За этот фильм Лангсет была номинирована на премию 2014 года «Guldbagge Award for Best Screenplay» (за лучший сценарий).
Её следующий фильм называется «Эйфория», в котором Алисия Викандер снялась вместе с Евой Грин и Шарлоттой Рэмплинг. Это драма, события которой происходят в «вымышленной клинике для эвтаназии». Этот фильм — первая англоязычная работа режиссёра.
В дальнейшем Лангсет создала для Netflix романтический телесериал «Любовь и анархия», ставший вторым шведоязычным проектом сервиса. Первый сезон вышел 4 ноября 2020 года, а второй — 16 июня 2022.

## Фильмография
- 2006 — «Godkänd» (короткий метр)
- 2010 — «К чему-то прекрасному»
- 2013 — «Отель[англ.]»
- 2017 — «Эйфория»
- 2020—2022 — «Любовь и анархия» (телесериал)